# 日暮直子
日暮 直子（ひぐらし なおこ、1971年3月1日 - ）は日本の裁判官、法務官僚。

## 来歴
東京大学法学部卒業。1996年から2年間、司法修習。1998年4月12日 東京地裁判事補。2017年4月1日 さいたま地家裁・さいたま簡裁判事。2019年4月1日 法務省大臣官房参事官（訟務局担当）。

## 略歴
- 1998年4月12日：東京地裁判事補。
- 2002年4月1日：高松地家裁判事補。
- 2005年4月1日：静岡地家裁沼津支部判事補・沼津簡裁判事。
- 2008年4月1日：法務省民事局付。
- 2011年4月1日：東京地裁2民判事。
- 2014年4月1日：広島高裁第4部判事（民事）。
- 2017年4月1日：さいたま地裁4民判事。
- 2019年4月1日：法務省大臣官房参事官（訟務局担当）。
- 2021年4月1日：東京高裁24民判事。
- 2023年4月1日：熊本地家裁部総括判事・熊本簡裁判事。